# 宮地岳駅
宮地岳駅（みやじだけえき）は、かつて福岡県福津市宮司に存在した、西日本鉄道（西鉄）宮地岳線の駅。2007年（平成19年）、宮地岳線（現・貝塚線）の区間廃止に伴い廃駅となった。宮地岳線の名前の由来の駅であった。

## 歴史
- 1925年（大正14年）7月1日：博多湾鉄道汽船の駅として開業。当初は終点駅で、現在の宮地嶽神社第2駐車場付近にあった。
- 1942年（昭和17年）9月：会社合併により九州電気軌道の駅に。同月、会社が西日本鉄道に改称、西日本鉄道宮地岳線の駅となる。
- 1951年（昭和26年）7月1日：駅移転。宮地岳線が津屋崎駅まで延伸され、途中駅となる。
- 2007年（平成19年）4月1日：廃止。

## 駅構造
単式ホーム1面1線を有する地上駅。標高7.9 mに位置する。有人駅であったが、末期は昼間と深夜は係員が不在となった。年末年始など多客時用の臨時改札口を有した。

## 利用状況
1日の平均乗車および乗降人員は下表のとおり。
| 年度   | 1日平均 乗車人員 | 1日平均 乗降人員 |
| ------ | ---------------- | ---------------- |
| 2000年 | 326              | 712              |
| 2001年 | 310              | 677              |
| 2002年 | 323              | 649              |
| 2003年 | 298              | 596              |
| 2004年 | 271              | 542              |
| 2005年 | 266              | 532              |
| 2006年 | 255              | 512              |

## 駅周辺
- 宮地嶽神社
- 宮地浜海水浴場[2]
  - ウミガメの産卵地でもある[3]。
- 真光寺 - 浄土真宗本願寺派の寺院[4]。
- 海心寺[5]

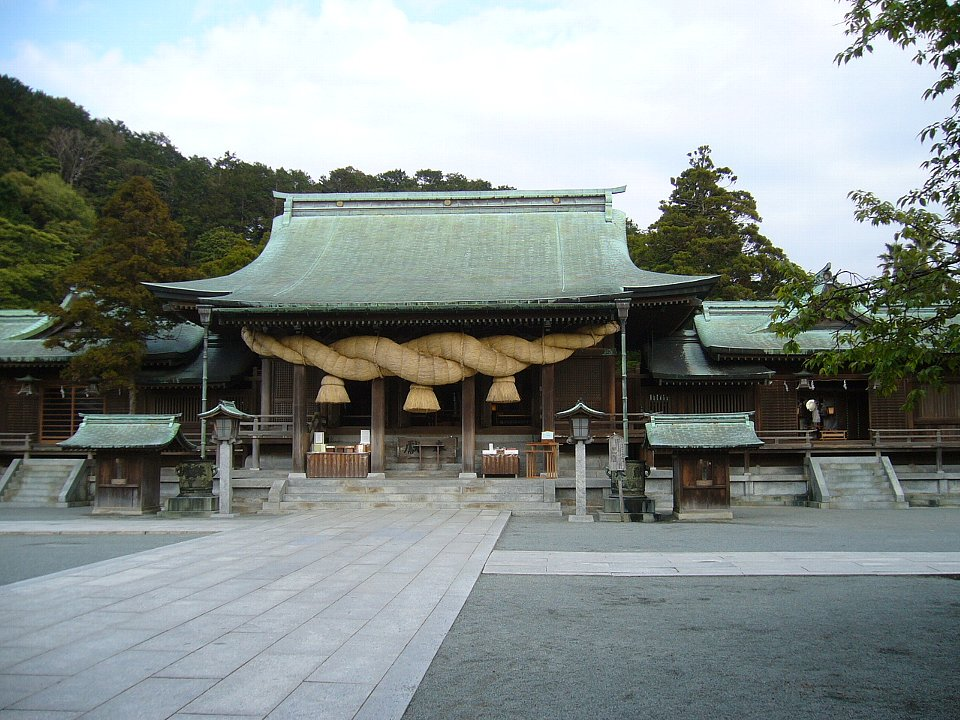
宮地嶽神社

- 民家村自然公苑[6] - 鉤屋作り（）民家などが保存された歴史公園。
- 宮司コミュニティセンター
- 宮司郵便局

## その他
- 記念スタンプが設置されていた。
- 改称扱いはされていないが、1950年頃までは宮地嶽駅の表記を使用していた[7]。国鉄発行の『停車場一覧』においては1966年（昭和41年）年版時点でもこの表記が確認できる[8]。

## 隣の駅
西日本鉄道
■宮地岳線
西鉄福間駅 - 宮地岳駅 - 津屋崎駅